# Guy Bouriat
Guy Bouriat, francoski dirkač, * 6. maj 1902, Pariz, Francija, † 21. maj 1933, Mons-en-Chaussee, Francija.
Guy Bouriat se je rodil 6. maja 1902 v Parizu. Na dirki najvišjega ranga je prvič nastopil v sezoni 1928, ko je na dirki za Veliko nagrado Italije, najpomembnejši dirki sezone, z dirkalnikom Bugatti T35C zasedel sedmo mesto. V naslednji sezoni 1929 je na dirki za Veliko nagrado Burgundyja z dirkalnikom Bugatti T35 zasedel drugo mesto. 
V sezoni 1930 je z dirkalnikom Bugatti T35C zasedel druga mesta na dirkah za Veliko nagrado Monaka, Veliko nagrado Rima in Veliko nagrado Belgije, kjer je imel že veliko prednost, a je moral zaradi moštvenega ukaza spustiti Luisa Chirona naprej. Bouriat se je ustavil tik pred ciljno črto zadnjega kroga, počakal dve minuti na Chirona in nato mirno prepeljal cilj kot drugouvrščeni. V sezoni 1931 je nastopil na vseh treh prvenstvenih dirkah, na Veliki nagradi Italije je bil skupaj z Albertom Divom drugi z Bugattijem T51, z Divom je osvojil tudi sedmo mesto na dirki za Veliko nagrado Italije, na tretji prvenstveni dirki za Veliko nagrado Belgije pa je odstopil, vseeno pa je bil to dovolj za delitev četrtega mesta v prvenstvu. 
V sezoni 1933 je na prvi dirki sezone Grand Prix de Pau zasedel peto mesto z Bugattijem T51, toda nato se je na dirki za Veliko nagrado Pikardije smrtno ponesrečil. V začetku dirke je bil Bouriat v vodstvu, tesno za njim pa je bil Philippe Étancelin. V enajstem krogu je Étancelin prešel v vodstvo, Bouriat mu je dobro sledil. V šestnajstem krogu pa je pri vasi Villars trčil z dirkačem zaostalim za krog, pri tem je Bouriatov dirkalnik močno trčil v drevo in zagorel, Bouriat pa je v njem zgorel do smrtni. 